# 13049 Бутов
13049 Бутов (13049 Butov) — астероїд головного поясу, відкритий 15 вересня 1990 року.
Тіссеранів параметр щодо Юпітера — 3,371.